# Equipos participantes en la Copa Mundial de Fútbol de 2026
La XXIII Copa Mundial de Fútbol se celebrará en Canadá, México y Estados Unidos entre el 11 de junio y el 19 de julio de 2026. Para su fase final se clasificarán 48 selecciones. Dichas selecciones serán divididas en 12 grupos de cuatro, para posteriormente continuar con rondas de eliminación directa hasta determinar el campeón.

## Equipos
Previamente, 210 equipos se inscribieron para el proceso clasificatorio de cada confederación.
Habrá, hasta el momento, dos selecciones debutantes en esta Copa Mundial de la FIFA: Jordania y Uzbekistán, ambas escuadras de la Confederación Asiática de Fútbol.
Los equipos participantes en dicho torneo serán:
- Actualizado al 10 de junio de 2025.

| Equipo (ver en detalle) | Equipo (ver en detalle) | Equipo (ver en detalle) | Orden | Participaciones | Participaciones | Participaciones |
| Equipo (ver en detalle) | Equipo (ver en detalle) | Equipo (ver en detalle) | Orden | Total           | Cons.           | Última          |
| ----------------------- | ----------------------- | ----------------------- | ----- | --------------- | --------------- | --------------- |
|                         | Argentina               | 3/2 estrellas           | 7.°   | 19              | 14              | 2022            |
|                         | Australia               |                         | 11.°  | 7               | 6               | 2022            |
|                         | Brasil                  | 5/2 estrellas           | 12.°  | 23              | 23              | 2022            |
|                         | Canadá                  |                         | 1.°   | 3               | 2               | 2022            |
|                         | Corea del Sur           |                         | 9.°   | 12              | 11              | 2022            |
|                         | Ecuador                 |                         | 12.°  | 5               | 2               | 2022            |
|                         | Estados Unidos          |                         | 1.°   | 12              | 2               | 2022            |
|                         | Irán                    |                         | 6.°   | 7               | 4               | 2022            |
|                         | Japón                   |                         | 4.°   | 8               | 8               | 2022            |
|                         | Jordania                |                         | 10.°  | 1               | 1               | —               |
|                         | México                  |                         | 1.°   | 18              | 9               | 2022            |
|                         | Nueva Zelanda           |                         | 5.°   | 3               | 1               | 2010            |
|                         | Uzbekistán              |                         | 8.°   | 1               | 1               | —               |